# Sport à Cannes
Cannes est une ville méditerranéenne, connue notamment par son festival international du film ou le MIDEM+. La ville compte également un grand nombre de sportifs, avec plus de 100 disciplines pratiquées au sein de près de 200 associations sportives, notamment Association sportive de Cannes, et ses section football, handball, ou volley-ball. 

## Installations sportives

### Gymnases

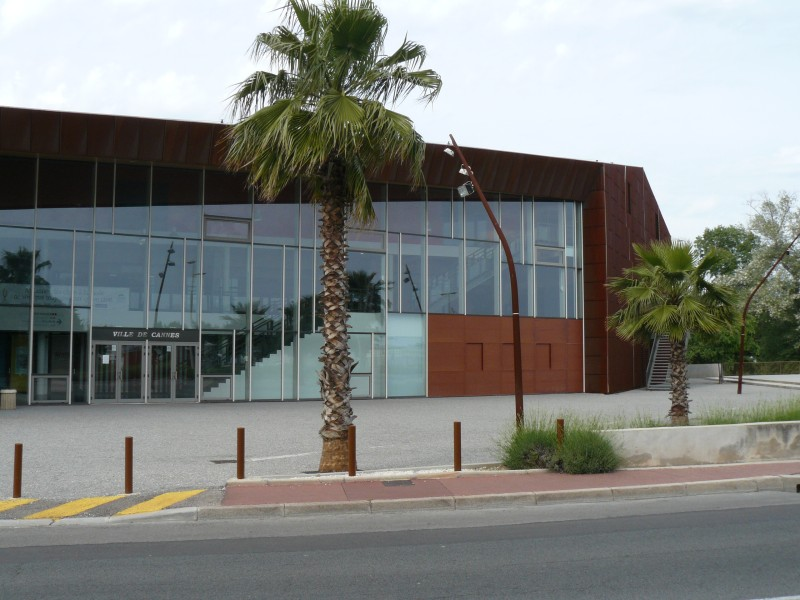
Cannes palais victoires

- Gymnase André Capron
- Gymnase Carnot
- Gymnase de Ranguin
- Gymnase des Coteaux
- Gymnase des mûriers
- Gymnase des Varllegues
- Gymnase Jacqueline de Romilly
- Gymnase Marcel Pagnol
- Gymnase des Victoires

### Stades

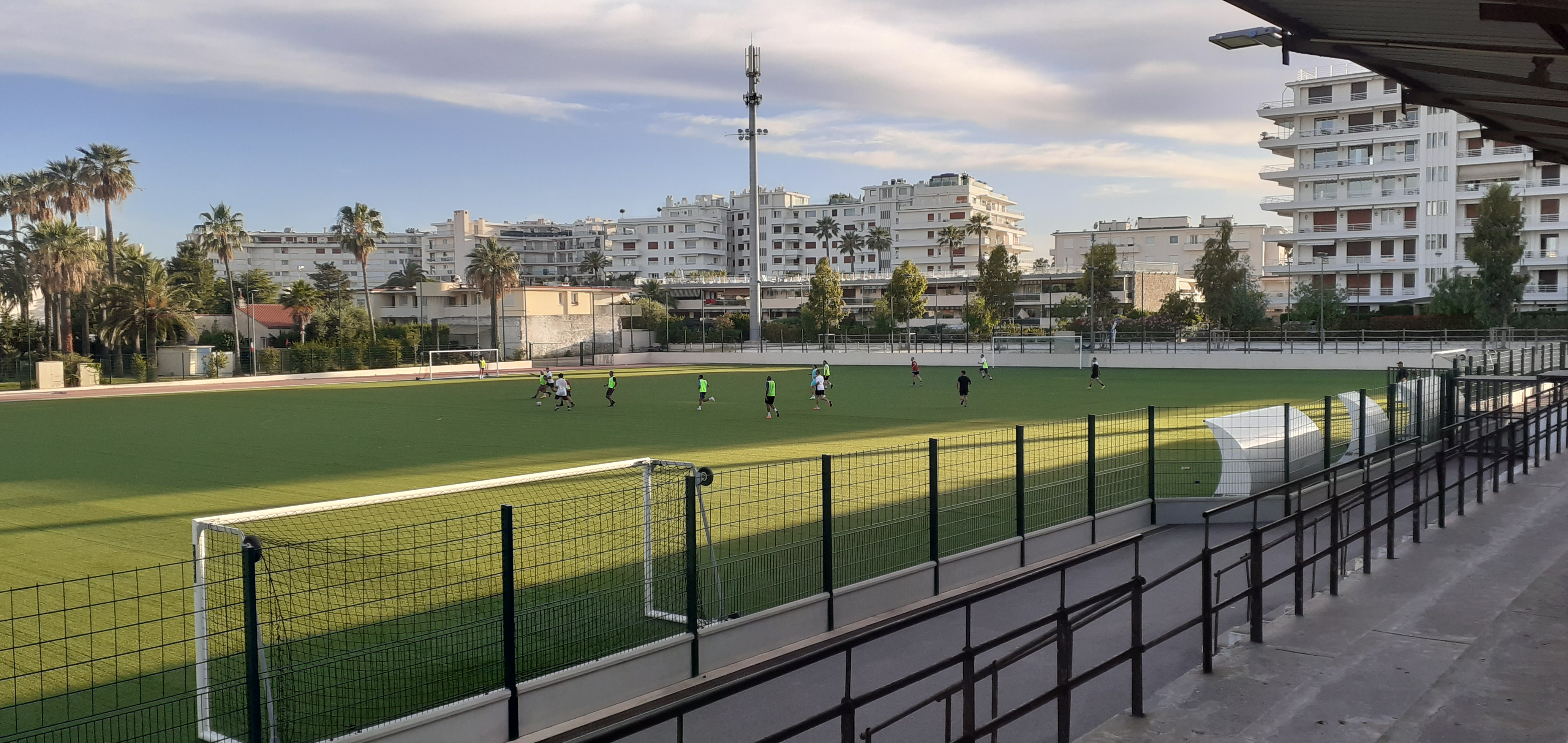
Stade des Hespérides

Certains sites sont multisports : Complexe Maurice Chevalier, Complexe Pierre de Coubertin - Mûriers, Complexe Saint-Cassien (à Mandelieu-la-Napoule), Parc Montfleury, Stade de Ranguin, et Stade des Hespérides. Les plages cannoises sont équipées de 3 terrains de beach volley.

### Boulodromes
- Boulodrome de la Place de l'Étang
- Boulodrome Jacques Dozol

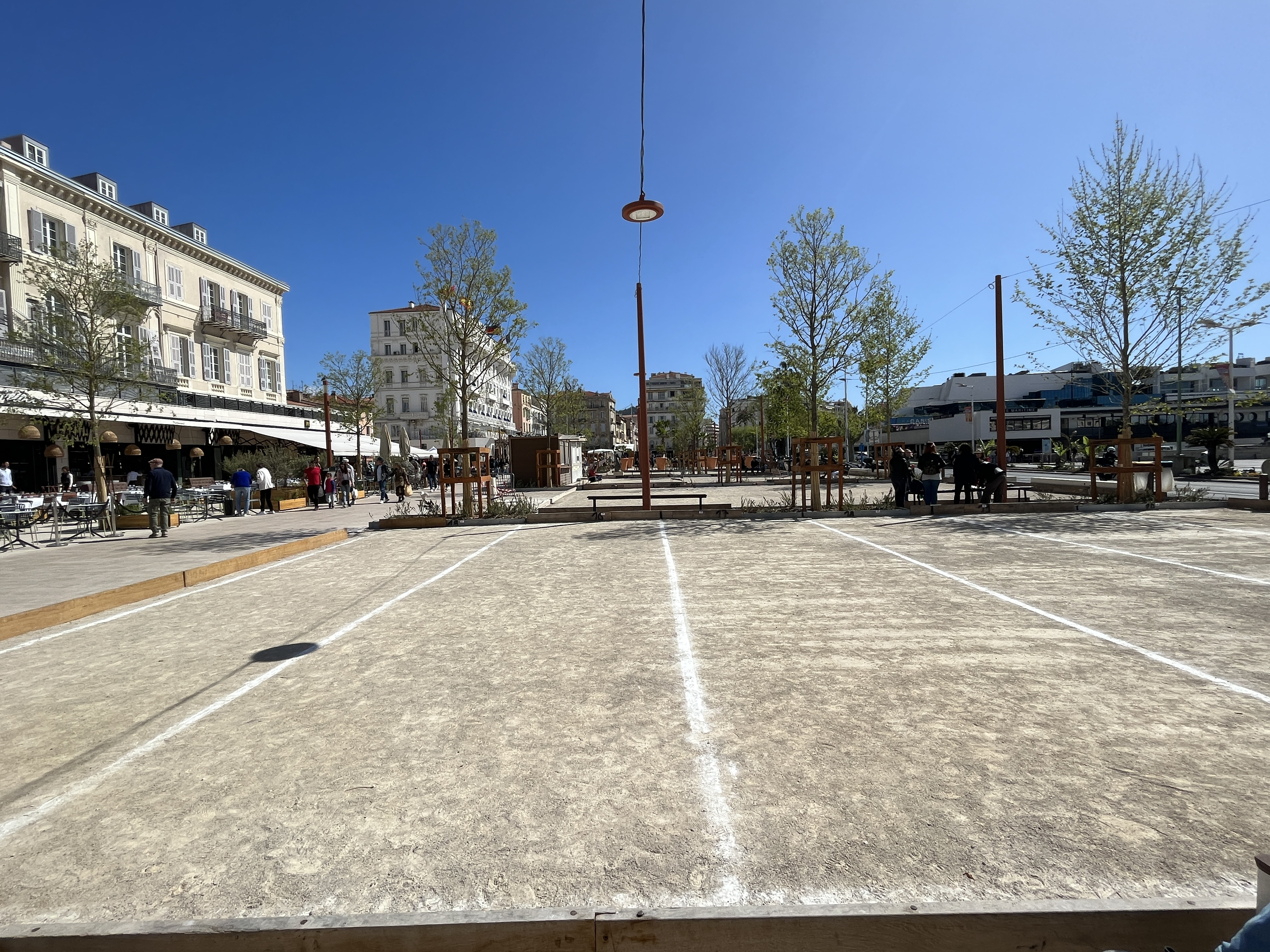
Boulodrome des Allées de la Liberté, en avril 2023

- Boulodrome des Allées de la Liberté
- Boulodrome les Platanes
- Boulodrome Louis Braille
- Boulodrome Montfleury
- Boulodrome Noël Squarcioni
- Boulodrome place Robaud
- Boulodrome Espace Troncy - Boulodrome Jean Béraudo

### Piscines
La commune de Cannes compte 3 sites : centre aquatique Grand Bleu, disposant d'un bassin découvert chauffé de 50 x 25 m (10 lignes de nage), un bassin découvert chauffé de 25 x 12,5 m (5 lignes de nage) et un terrain de beach-volley, et base du Cercle des nageurs de Cannes ; la piscine Montfleury, équipée d'un bassin découvrable de 25 x 12,5 m (5 lignes de nage) et un bassin ludique avec jets massants et geysers ; la piscine Les Oliviers, uniquement réservée aux écoles et associations communales.

### Autres installations
La ville a mis en place 3 city stades, dans divers quartiers, ainsi que des aires de fitness, en bord de mer. Le nautisme est possible via 2 bases nautiques. La pratique sportive peut également se faire sur le parcours de santé de la Croix-des-Gardes, ou sur l'anneau cyclable Louison Bobet, accessible aux cyclistes comme aux rollers. Les skaters peuvent également utiliser Le skatepark de la Roseraie. Même s'il n'est pas originaire de cette région, un fronton de pelote basque municipal est à disposition des amateurs de ce sport.

## Évènements sportif cannois
Le Tour de France a fait plusieurs fois étapes dans la ville : en 1919 et 1935. Le match du Trophée des Champions, en football, se déroule à Cannes en 2002 et 2004.

## Autres sportifs célèbres nés ou liés à Cannes

### Naissance à Cannes
- Olivier Allinéi
- Paul Altavelle
- Romain Arneodo
- Christophe Cottet
- Yvonne Curtet
- William Debourges
- Robert Domergue
- Jean-Christophe Donzion
- Victor Dubuisson
- Michel Dussuyer
- Karyn Faure
- Romain Ferrier
- Sandrine Gruda
- Brandon Maïsano
- Nabil Makni
- Florian Marino
- Lenny Martinez
- Johan Micoud
- Anthony Modeste
- Georges Mollard
- Franck Montanella
- Jérémie Mouiel
- Hamed Namouchi
- Norman Nato
- Bernard Occelli
- Jean-Charles Orso
- Steven Paulle
- Francis Pigueron
- Valentin Prades
- Christophe Psyché
- Jimmy Raibaud
- Francis Roux
- René Rovera

## À voir aussi